# Mozogo-Gokoro-Nationalpark
Der Mozogo-Gokoro-Nationalpark ist ein Nationalpark in der Provinz Extrême-Nord in Kamerun.

## Lage
Mit nur 17,23 km² ist der Nationalpark relativ klein. Die nächste Stadt zum Park ist Maroua, welche ca. 25 Kilometer entfernt ist. Das Gebiet gehört zur Sahelzone und liegt in den tiefer liegenden Regionen in Höhen zwischen 430 to 641 Meter nahe dem Koza Pass. Der Park grenzt an das Mandara Plateau.

## Geschichte
Schon 1932 wurde der Mozogo-Gokoro als Naturreservat deklariert. Nach der Unabhängigkeit Kameruns im Jahre 1961 hatte sich nur im Ost-Kamerun eine Form des Naturschutzes etabliert. Im Jahr 1968 erklärte das ostkamerunische Ministerium für Agrikultur den Park zum Nationalpark. Der Park ist für die Öffentlichkeit nicht zugänglich und wird vorwiegend für wissenschaftliche Zwecke genutzt. Es gibt aber Pläne seitens der Regierung, den Park für den Tourismus zu öffnen.

## Biodiversität

### Flora
Seit dem Jahre 1958 ist es verboten, in diesem Gebiet Feuer zu legen. Als Resultat dieser Maßnahme bildete sich ein dichter Wald mit undurchdringlichen trockenen Sträuchern. Die Grasflächen wurden fast vollständig eliminiert. Das Waldgebiet wird von Anabäimen (Faidherbia albida), Verek-Akazien (Acacia senegal) und Duftenden Akazien (Acacia nilotica) dominiert. Andere vorkommende Bäume sind Wüstendatteln (Balanites aegyptiaca), Crateva adansonii, die zur Gattung der Zürgelbäume gehörende Celtis integrifolia, verschiedene Arten von Feigen (Ficus), verschiedene Arten der Gattung Ziziphus und der zu den Mahagonigewächsen gehörende Khaya senegalensis.

### Fauna
Im Park wurden u. a. Vorkommen von Äthiopische Grünmeerkatzen (Chlorocebus aethiops), Husarenaffen (Erythrocebus patas), Anubispaviane (Papio anubis), Wüstenwarzenschweine (Phacochoerus aethiopicus), Buschböcke (Tragelaphus scriptus), Kronenducker (Sylvicapra grimmia) und Nördlicher Felsenpythons (Python sebae) erfasst. Stark gefährdet (Endangered) ist der im Park vorkommende Afrikanische Wildhund (Lycaon pictus). Zu den gefährdeten (Vulnerable) Tieren im Park zählen Gepard (Acinonyx jubatus), Rotstirngazelle (Eudorcas rufifrons) und Löwe (Panthera leo).